# Zamek w Łęcznej
Zamek w Łęcznej – zamek obronny w Łęcznej, w województwie lubelskim. Wybudowany na przełomie XV i XVI w. lub na początku XVI w.

## Położenie
Zamek historycznie położony był na wzgórzu zamkowym w widłach rzeki Wieprz i Świnki w Łęcznej. Obecnie pozostałości zamku znajdują się na terenie zabytkowego zespołu dworsko-parkowego na Podzamczu w Łęcznej.

## Historia

### Pradzieje
Pierwsze ślady osadnictwa pradziejowego na terenie wzgórza zamkowego datowane są na III tysiąclecie p.n.e. Podczas badań archeologicznych odnaleziono m.in. fragment ceramiki pradziejowej prawdopodobnie z ery neolitycznej kultury pucharów lejkowatych, dwa wyroby krzemienne stanowiące prawdopodobnie fragment wiórowca, oraz odłupek z gładzionej siekiery.

### Średniowiecze
Wzgórze zamkowe we wczesnych okresach średniowiecza nosi ślady osadnictwa z okresu VIII-XII wieku. W wyniku badań archeologicznych potwierdzono również ślady osadnictwa sprzed budowy zamku z XIII-XV w. – znaleziono m.in. liczne materiały ceramiczne.

#### Dwór
Na wzgórzu zamkowym w Łęcznej przed budową zabudowań zamkowych stał murowany dwór. Pierwsze pisane wzmianki o nim pochodzą z 1442 r.

#### Budowa zamku
Pierwsza faza budowy zamku notowana jest na przełom XV i XVI wieku lub początek XVI wieku.
27 listopada 1525 r. Barbara Tęczyńska ówczesna właścicielka Łęcznej (wnuczka Jana z Tęczyna, kasztelana krakowskiego, fundatora Łęcznej) odkupuje od swojej siostry Agnieszki Tęczyńskiej cześć dóbr w Łęcznej, w tym zamek określony w dokumencie wykupu jako curia in Lanczna.

Słowo curia oznacza dwór - dużą murowaną budowlę, niekiedy mającą znaczenie obronne; może też być użyte na określenie zamku.

W latach 1531–1533 zamek w dokumentach pojawia się już jako Lanczna castri.
W 1659 sporządzono inwentarz rezydencji zamkowej spisany w dokumencie Inwentarz majętności Jej Mości Panny Anny z Noskowa Noskowskiej. Anna Noskowska była w 1659 r. właścicielką zamku.
Zamek posiadał dwie kondygnacje, w jego podziemiach znajdowało się więzienie sklepy ziemne trzy na Turki. Cały kompleks zamkowy otoczony był murami z kilkoma basztami. W jego skład wchodziły:
- murowana piętrowa kamienica,
- dwór, prawdopodobnie główny obiekt mieszkalny,
- drewniany dworek,
- budynek dla urzędników folwarcznych,
- łaźnia,
- murowana baszta ze skarbcem i piwnicami,
- brama z drewnianym budynkiem bramnym,
- drewniany dwukondygnacyjny budynek kuchenny,
- stajnia z trzema wrotami zbudowana w drugim dziedzińcu za parkanem,
- gumno, budynki gospodarcze (stodoła wielka z czterema wrotami, obora, spichlerz na zboże, szopa na siano).

Obok zamku na zachodniej stronie podwórza nad Wieprzem znajdowała się winiarnia z czterema baniami i kotłem piwnym.

### Wiek XVII

#### Rozbudowa zamku
Zamek został rozbudowany w XVII wieku. W połowie XVII w. na terenie zamku znajdowało się co najmniej 12 pieców kaflowych zbudowanych z ozdobnych kafli płytowych. Piece ogrzewały po 2 lub 3 pomieszczenia zamkowe. Fragmenty kafli z pieców zamkowych z motywami m.in. postaci ludzkiej, lwa, syreny i orła znaleziono podczas badań archeologicznych na wzgórzu zamkowym w 1997 r.
Pod koniec XVII w. zamek w Łęcznej wspomina w dzienniku swojej podróży po Polsce z lat 1670-1672 fryzyjczyk Ulrich von Werdum.

Jest zamek... na wysokiej górze otoczonej z dwóch stron rzeką Wieprzem.

### Wiek XVIII
W 1712 r. zamek stał pusty i nie był zamieszkany.

### Wiek XIX
Na początku XIX wieku zamek opisano jako:

dworek drewniany większy, baszta staroświecka z muru, dwie podobnież murowane piwnice, dworek drewniany i murowany, rozwaliny starych murzysków, dworek drewniany mniejszy i chlewek, dworek drewniany na dwoje podzielony z dwoma chlewikami.

Baszta zamkowa staroświecka, z cegły palonej na wapnie murowana przykryta okrągło spiczastym dachem; zbudowana była na podstawie ośmiokąta, boki budynku zwężały się ku górze, dach pokryty był gontem. Jedna z piwnic baszty służyła jako areszt i nazywana była skarbcem. W baszcie znajdowały się dwie izby, jedna z kominkiem szafiastym, druga z piecem z zielonych kafli.
Od strony południowej zamku fragmenty murów mury długie na trzydzieści i wysokie na dziesięć łokci.
Od północno-zachodniej strony nad samą przepaścią góry do Wieprza, znajdowały się dawne murzyska i drzwi do dwóch piwnic tak atoli gruzem zawalone, że bez niebezpieczeństwa pójść tam nie można.
Resztki zamku rozpadły się w połowie XIX w.

### Wiek XX

#### Badania archeologiczne

##### 1996 r. –Pierwszy etap badań sondażowych
Pierwszy etap sondażowych badań archeologicznych został zainicjowany przez Muzeum Regionalne w Łęcznej i trwał od 27 maja do 18 czerwca 1996 r. Urząd Miasta w Łęcznej zapewnił wsparcie finansowe badań i zatrudnił do realizacji zadania pięciu pracowników w ramach prac interwencyjnych. Badania nadzorowała Jolanta Michalak-Ścibior (Muzeum Regionalne w Łęcznej) i Irena Kutyłowska (Katedra Archeologii UMCS w Lublinie). W pierwszym etapie badań założono dwa wykopy sondażowe.
Wykop sondażowy nr 1/96
Długi wykop sondażowy założony został w południowej części wzgórza zamkowego nad doliną Świnki.
W wykopie odsłonięto fragment fundamentowej partii muru obwodowego zamku zbudowanego z kamienia wapiennego datowanego na przełom XV i XVI wieku lub początek XVI wieku. Mur składa się z dwóch części: właściwego muru o szerokości ok. 70 cm i niższej węższej ławy o szerokości 60 cm na której postawiono ceglaną przyporę dostawioną do muru od strony lica zewnętrznego. Przypora dobudowana została do muru później najprawdopodobniej w XVII w. Przy murze znaleziono pozostałości drewnianych zbutwiałych belek, najprawdopodobniej konstrukcji drewnianych przylegających do muru.
Od wewnętrznej strony muru odkryto warstwę budowlaną z materiałami ceramicznymi datowanymi na XVI - XVIII/XIX w. oraz warstwę rozbiórkową z XIX wieku.
Wykop sondażowy nr 2/96
Drugi wykop założony został na południowo-zachodnim krańcu wzgórza zamkowego nad ujściem Świnki do Wieprza.
W wykopie odsłonięto zagruzowane pomieszczenie otoczone w narożniku murem kamienno-ceglanym o grubości 70 cm. Wewnątrz pomieszczenia odkryto fragmenty ceramiki nowożytnej, cegieł palcówek, okruchy kamienne i grudki zaprawy.
Na końcu odsłoniętego muru od strony południowo-zachodniej odkryto ceglany mur usadowiony na kamiennym fundamencie, mur pełnił rolę przypory podpierającej budowlę od strony stoku. Cegły użyte do budowy tego muru wskazują na dwie fazy budowy tego fragmentu zabudowań zamku. Ściany powstały w XVI w. sama przypora powstała w XVII wieku.
Podczas badań murów zamkowych w drugim wykopie okryto starsze warstwy osadnicze na których znajduje się ten fragment zabudowań:
- Najstarsza warstwa zawiera fragment ceramiki pradziejowej prawdopodobniej z ery neolitycznej kultury pucharów lejkowatych, dwa wyroby krzemienne stanowiące prawdopodobnie fragment wiórowca, oraz odłupek z gładzionej siekiery.
- Kolejna warstwa zawiera nieliczne materiały z VIII-XII wieku.
- Wyższa warstwa z materiałami średniowiecznymi od połowy XIII wieku do XV wieku.
- Ponad tymi warstwami odkryto dwie warstwy budowlane z pierwszej i drugiej fazy budowy zamku.
- Warstwa rozbiórkowa z XVIII-XIX wieku.
- Najwyższa warstwa zawiera współczesne nawarstwienia z materiałami z XIX i XX wieku.

##### 1996 r. –Drugi etap badań sondażowych
Drugi etap badań trwał od 15 lipca do 11 sierpnia 1996 r. W pracach badawczych nadzorowanych przez Irenę Kutyłowską uczestniczyła grupa studentów archeologii z UMCS w Lublinie. Podczas prac zostały założone trzy kolejne wykopy sondażowe.
Wykop sondażowy nr 3/96
Wykop założony został w południowo-zachodniej stronie wzgórza zamkowego pomiędzy wykopem nr 1/96 i nr 2/96. 
W południowym krańcu tego wykopu odkryto fragmenty starego kamiennego muru obwodowego zamku. W odróżnieniu do fragmentu muru odsłoniętego w wykopie nr 1/96 nie posiadającego przypory.
W północnej części wykopu odsłonięto drugi narożnik budowli odkrytej wcześniej w wykopie nr 2/96.
Wykop sondażowy nr 4/96
Wykop założony został na północ od wykopu nr 2/96
W wykopie odkryto fragmenty zburzonych murów prawdopodobnie należące do muru obwodowego zamku. Odkryto również fundamenty budowli, której charakteru nie udało się ustalić. 
Wykop sondażowy nr 5/96
Wykop założony został w południowo-zachodniej stronie wzgórza zamkowego pomiędzy wykopem nr 1/96 i nr 2/96. 
W wykopie odkryto trzeci narożnik budowli sondowanej w wykopach nr 2/96 i nr 3/96 razem z warstwą spróchniałych belek.

##### 1997 r. –Trzeci etap badań sondażowych
Kolejny etap badań sondażowych na wzgórzu zamkowym trwał od 25 czerwca do 23 lipca 1997 r. Badania nadzorowała Jolanta Michalak-Ścibior (Muzeum Regionalne w Łęcznej). Badania finansowane były przez Urząd Miasta w Łęcznej i Rejonowy Urząd Pracy w Łęcznej.
Wykop sondażowy nr 6/97
Badania w wykopie odkryły:
- Mur I - konstrukcję kamienną zbudowaną z kamieni wapiennych spojoną zaprawą, mur uzupełniony cegłami w miejscach niewielkich luk; całość przypomina filar o podstawie 110 x 108 cm i wysokości 72 cm.
- Fragment ceglanej posadzki.
- Mur II i Mur III - kamienno-ceglane mury w zachodniej części wykopu.
- Fragmenty kafli piecowych z geometrycznymi i maureskimi dekoracjami.

Wykop sondażowy nr 7/97
W wykopie odkryto zachodnią ścianę murów II i III oraz jamę wypełnioną wapnem i gruzem ceglanym i kamiennym. Jama najprawdopodobniej służyła do przygotowywania zaprawy podczas budowy zamku.
W najniższej warstwie wykopu odkryto miejscami zachowaną warstwę kulturową najprawdopodobniej z XIV w. Z tej warstwy pozyskano m.in.
- Fragmenty dużego garnka, ułamki późnośredniowiecznych naczyń wykonane m.in. z białej glinki kaolinitowej.
- Liczne zabytki z okresu nowożytnego (XVI-XVIII w.) m.in. fragmenty ceramiki pochodzące z naczyń - mis, garnków, kubków, pokrywek.
- Duże skupisko kafli pochodzących z rozebranych pieców zamkowych z motywami m.in. syren, lwów, postaci ludzkich, orła z rozpostartymi skrzydłami.
- Fragmenty płyt posadzkowych i licowych ściennych, ułamki naczyń szklanych i szyb okiennych, przedmioty żelazne i fragmenty naczyń porcelanowych datowane na XIX i XX w.[4]

##### 1998 r. –Odwierty archeologiczne
W 1998 r. przeprowadzono sondażowo-weryfikacyjne odwierty archeologiczne pod kierownictwem Ireny Kutyłowskiej (UMCS w Lublinie). Odwierty miały na celu sprawdzenie nawarstwień i  rozpoznanie przyszłych stanowisk archeologicznych na terenie wzgórza zamkowego.
Badania pozwoliły m.in. na odkrycie fosy zamkowej z zabezpieczającym ją zewnętrznym murkiem o szerokości ok. 55 cm. zbudowanym z kamienia wapiennego i cegły palcówki.

##### 1999 r. –Czwarty etap badań sondażowych
Czwarty etap badań sondażowych na terenie wzgórza zamkowego trwał od 9 czerwca do 6 lipca 1999 r. Badania przeprowadzono pod kierownictwem Anetty Chrzanowskiej (Muzeum Regionalne w Łęcznej) przy współpracy merytorycznej Ireny Kutyłowskiej (UMCS w Lublinie). Program badań obejmował założenie trzech rowów sondażowych, ze względu na ograniczoną ilość dostępnych pracowników wykonano tylko jeden wykop.
Wykop sondażowy 1/99
Wykop wykonano w centralnej części wzgórza zamkowego. W wyniku badań odkryto m.in.
- fragmenty ceramiki z różnych okresów historycznych od XIII do XVIII w.
- fragmenty kafli, ułamków tafli szkła okiennego,
- silnie skorodowanych przedmiotów metalowych datowanych na XVI - XIX w.